# Crispian Hollis
Crispian Hollis (Bristol, 17 novembre 1936) è un vescovo cattolico britannico, dall'11 luglio 2012 vescovo emerito di Portsmouth.

## Biografia
Roger Francis Crispian Hollis è nato il 17 novembre 1936 a Bristol, figlio del politico Christopher Hollis, membro del Parlamento nella Camera dei comuni, aderente al Partito Conservatore e a sua volta figlio e fratello di due vescovi della Chiesa anglicana.
I suoi genitori si convertirono al cattolicesimo da giovani.

### Formazione e ministero sacerdotale
Ha svolto gli studi presso lo Stonyhurst College a Clitheroe, dopodiché ha svolto il servizio militare in Malesia britannica, raggiungendo il grado di secondo tenente. Al ritorno in patria, ha ripreso gli studi presso il Balliol College conseguendo la laurea e in seguito ha completato gli studi presso il Venerabile Collegio Inglese a Roma, ottenendo la licenza.
È stato ordinato presbitero a Roma l'11 luglio 1965 dal cardinale William Theodore Heard, per la diocesi di Clifton. 
Dopo l'ordinazione sacerdotale, è stato per un periodo cappellano della Oxford University Catholic Chaplaincy, poi è stato nominato nel 1981 amministratore della cattedrale e vicario generale. Nel 1986 è stato nominato membro del comitato di consulenti religiosi della Independent Broadcasting Authority (IBA) e membro del Comitato consultivo religioso centrale (CRAC) per la BBC e l'IBA.

### Ministero episcopale
Il 13 febbraio 1987 papa Giovanni Paolo II lo ha nominato vescovo ausiliare di Birmingham, assegnandogli la sede titolare di Cincari. Ha ricevuto l'ordinazione episcopale il 5 maggio successivo per imposizione delle mani dell'arcivescovo Maurice Noël Léon Couve de Murville. Appena un anno e mezzo dopo, il 6 dicembre 1988, sempre papa Giovanni Paolo II lo ha nominato vescovo di Portsmouth.
Durante gli anni del suo ministero episcopale ha prestato servizio per un periodo come membro del Pontificio Consiglio per le Comunicazioni Sociali della Curia Romana, è stato presidente del Catholic Media Trust e ha anche presieduto il Comitato dei Vescovi per l'Europa. È stato presidente del Dipartimento Missione e Unità della Conferenza Episcopale, rappresentante della Conferenza Episcopale delle Chiese Insieme in Gran Bretagna e Irlanda e Membro dell'IARCCUM (Comitato Internazionale Anglicano Romano Cattolico per l'Unità e la Missione).
È stato inoltre presidente del Comitato per le missioni all'estero e membro del Dipartimento per gli affari internazionali.
Ha retto la diocesi per 23 anni e mezzo, ritirandosi per raggiunti limiti d'età l'11 luglio 2012.

## Genealogia episcopale e successione apostolica
La genealogia episcopale è:
- Cardinale Scipione Rebiba
- Cardinale Giulio Antonio Santori
- Cardinale Girolamo Bernerio, O.P.
- Arcivescovo Galeazzo Sanvitale
- Cardinale Ludovico Ludovisi
- Cardinale Luigi Caetani
- Cardinale Ulderico Carpegna
- Cardinale Paluzzo Paluzzi Altieri degli Albertoni
- Papa Benedetto XIII
- Papa Benedetto XIV
- Papa Clemente XIII
- Cardinale Marcantonio Colonna
- Cardinale Giacinto Sigismondo Gerdil, B.
- Cardinale Giulio Maria della Somaglia
- Cardinale Carlo Odescalchi, S.I.
- Cardinale Costantino Patrizi Naro
- Cardinale Serafino Vannutelli
- Cardinale Domenico Serafini, Cong. Subl. O.S.B.
- Cardinale Pietro Fumasoni Biondi
- Arcivescovo Filippo Bernardini
- Vescovo Franziskus von Streng
- Arcivescovo Bruno Bernard Heim
- Arcivescovo Maurice Noël Léon Couve de Murville
- Vescovo Crispian Hollis

La successione apostolica è:
- Vescovo Philip Anthony Egan (2012)